# Paratethys

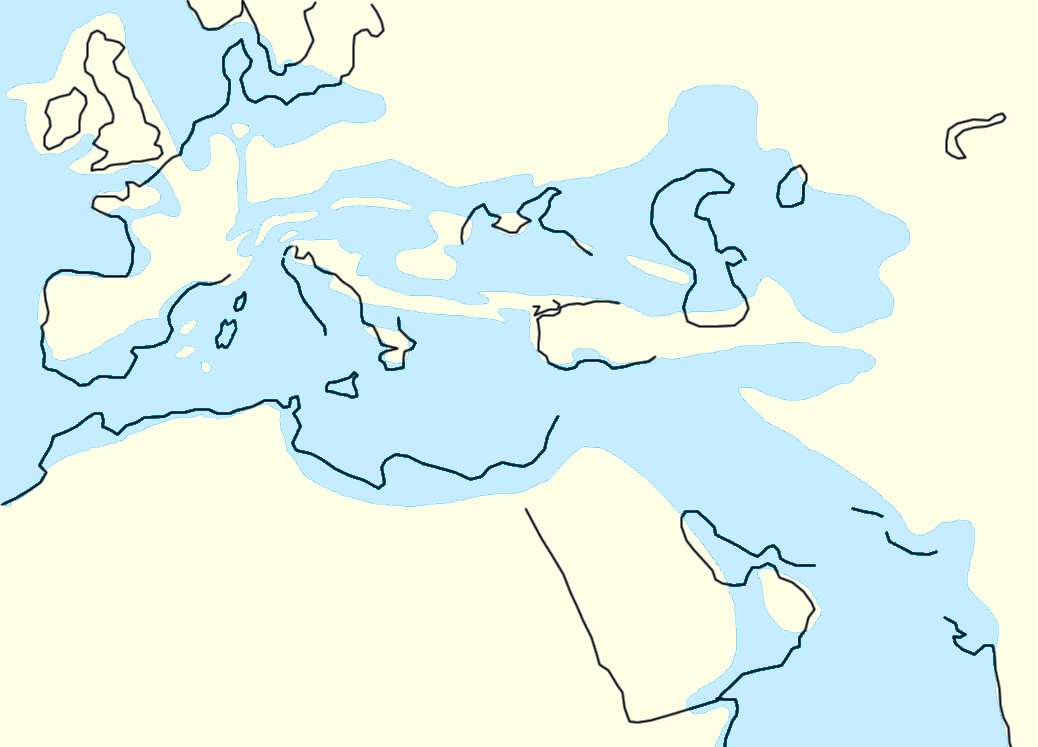
Cổ địa lý học đại dương Tethys trong Rupelia tuổi (33,9–28,4 triệu năm trước). Các đường màu đen biểu thị các đường bờ biển ngày nay.

Biển Paratethys, Đại dương Paratethys hay chỉ là Paratethys là một vùng biển nội địa nông lớn trải dài từ khu vực phía bắc của Alps qua Trung Âu đến biển Aral ở Trung Á. Biển được hình thành trong kỳ Oxfordia của kỷ Jura Muộn như một phần mở rộng của vết nứt hình thành Trung tâm Đại Tây Dương và bị cô lập trong Oligocene kỷ nguyên (khoảng 34 triệu năm trước). Nó bị tách ra khỏi đại dương Tethys về phía nam bởi sự hình thành của dãy Alps, dãy núi Karpat, Dinarides, Taurus và núi Elburz. Trong suốt thời gian tồn tại lâu dài của mình, Paratethys đôi khi được kết nối lại với Tethys hoặc những người kế thừa của nó, Biển Địa Trung Hải hoặc Ấn Độ Dương. Vào đầu kỷ Miocen muộn, biển bị mắc kẹt do kiến tạo biến thành megalake từ phía đông dãy Alps cho đến nay Kazakhstan. Từ thế Pliocen trở đi (sau 5 triệu năm trước), các Paratethys dần trở nên nông hơn. Biển Đen ngày nay, biển Caspi, biển Aral, hồ Urmia, hồ Namak và những nơi khác là tàn tích của biển Paratethys.